# وارخم
شهر وارخم (به هلندی: Waregem) در شهرستان کورتریک در استان فلاندری غربی در منطقه فلاندری در کشور بلژیک واقع شده‌است.